# Divers centre (franske politikere)
Divers centre (DVC) (dansk: diverse center, uafhængige midte eller forskellige midte) er en betegnelse, som det franske indenrigsministerium indførte forud det franske kommunalvalg i marts–juni 2020 for uafhængige centrumsorienterede kandidater. 
De uafhængige kandidater står udenfor etablerede midterpartier som La République en marche ! (LREM), Mouvement démocrate (MoDem), Mouvement radical, social et libéral (MRSL) og Union des démocrates et indépendants (UDI). 
Indtil valget i 2017 var Nationalforsamlingen opdelt i en højreorienteret blok og en venstreorienteret blok. I 2001 indførte indenrigsministeriet betegnelsen Divers droite (DVD) for partiløse højreorienterede kandidater og betegnelsen Divers gauche (DVG) for partiløse venstreorienterede kandidater.   
Ved valgene i 2017 gik både venstrefløjen og højrefløjen tilbage. Midterpartierne havde en stor fremgang. De fik valgt Emmanuel Macron som præsident, og de fik flertal i Nationalforsamlingen. Desuden dannede de regering. I slutningen af 2019 besluttede indenrigsminister Christophe Castaner (LREM) at indføre betegnelsen Divers centre (DVC) for uafhængige midterkandidater. 
De uafhængige kandidater står stærkest ved de lokale valg og svagere ved de nationale valg. 

## Juridisk kritik
Indenrigsministeriets første cirkulære kom den 10. december 2019. Den 31. januar 2020 suspenderede det franske statsråd (nærmest en forfatnings- og forvaltningsdomstol) dele af cirkulæret. Den 3. februar 2020 udsendte ministeriet et nyt cirkulære, der blev accepteret af statsrådet. 

## Politisk kritik
Dele af oppositionen kritiserede cirkulæret for at favorisere regeringspartiet LREM og dets allierede.  
Ved kommunalvalget i marts–juni 2020 var der tilbagegang både for Divers droite (DVD) og for Divers gauche (DVG). Til gengæld vandt Divers centre (DVC) 12.852 af 222.818 sæder (5,77 procent) i kommuner med over 1.000 indbyggere.

### Valget af borgmester i Le Havre
Et eksempel var den afgående premierminister Édouard Philippe, der stillede op til posterne som borgmester i Le Havre og som formand for det kommunale samarbejde i Le Havre Seine (Le Havre Seine Métropole).
Édouard Philippe var spidskandidat på en fælles liste for de højreorienterede republikanere, Agir, det konstruktive højre og LREM. Han blev partiløs, da han meldte sig ud Republikanerne i 2018.

### To eller tre grupper af løsgængere
Ved kommunalvalget i 2020 betegnede indenrigsministeriet borgmesterkandidat Édouard Philippe som Divers centre (DVC). I følge reglerne fra før 2020 skulle han have været betegnet som Divers droite (DVD).
Tilsvarende skulle de øvrige kandidater fra DVC have været fordelt mellem DVG og DVD.